# バタフライ 〜あの晴れた空の向こうへ〜
「バタフライ 〜あの晴れた空の向こうへ〜」（バタフライ あのはれたそらのむこうへ）は2009年3月18日に、 ユニバーサルミュージック/MILESTONE CROWDSから発売された川村カオリの18枚目のシングル。

## 内容
約12年2ヶ月ぶりのシングルは生涯最後・唯一のユニバーサルミュージックからリリース。12枚目シングル「Big Beat」以来100位以内にランクインした。

## 収録曲
1. バタフライ 〜あの晴れた空の向こうへ〜
作詞：川村カオリ・松浦晃久・marhy／作曲：marhy・松浦晃久／編曲：松浦晃久
2. Miss You
作詞：川村カオリ・エガワヒロシ／作曲：エガワヒロシ／編曲：エガワヒロシ・松浦晃久
3. 金色のライオン （acoustic ver.）
作詞：川村カオリ／作曲・編曲：高橋研
4. バタフライ 〜あの晴れた空の向こうへ〜 （Instrumental）